# Concorde
Az Aérospatiale–BAC Concorde (a latin „concordia” kifejezésből, amelynek jelentése „egység”) az Air France és a British Airways által üzemeltetett szuperszonikus utasszállító repülőgép, amely – a szovjet Tupoljev Tu–144-es után – másodikként lépte át a hangsebességet a személyszállító gépek közül, illetve a második leggyorsabb utasszállító repülő a világon. Sebessége csaknem elérte a 2200 km/h-t, vagyis túlszárnyalta a hangsebesség kétszeresét.
Elsőként 1969-ben emelkedett a levegőbe, és 1976-tól 27 éven keresztül állt szolgálatban. Általában a londoni Heathrow (a British Airways színeiben) valamint a párizsi Charles de Gaulle repülőtér (az Air France színeiben) és a New York-i John F. Kennedy repülőtér közötti járatokat teljesítette. Sok rekordot felállított, ezek közül a legjelentősebb a London és New York közötti 2 óra, 52 perc és 59 másodperces repülőút volt, 1996. február 7-én.
A repülőgép kifejlesztése a brit és francia kormánynak jelentős anyagi terhet jelentett, de a British Airways számára nagy bevételt hozott a szolgálati ideje alatt. Az első menetrendszerű járatot az Air France és a British Airways indította 1976. január 21-én. A 2000-es Concorde-katasztrófa, a 2001. szeptember 11-ei terrortámadások és több más kedvezőtlen tényező miatt 2003. október 24-én kivonták a forgalomból. Az utolsó üzemképes Concorde utasok nélkül 2003. november 26-án szállt fel utoljára, a filtoni repülőtér múzeuma felé, de a gép a visszavonulása után is a repülés egyik jelképe maradt.
Összesen húsz repülőgép épült Franciaországban és az Egyesült Királyságban. Ezek közül hat volt prototípus vagy tesztrepülőgép. Egyformán hét-hét példányt adtak át az Air France és a British Airways részére. Története során egyszer, 1985. szeptember 14-én a British Airways G-BOAF lajstromjelű Concorde-ja Budapesten járt.

## Tervezés

### Általános jellemzők
A Concorde átlagos utazósebessége 2,04 mach, azaz körülbelül 2510 km/h, és a maximális repülési magassága eléri a 18 000 métert. A hang sebessége a levegő hőmérsékletével változik (melegebb levegőben nagyobb), ami azt jelenti, hogy ha a Concorde melegebb levegőbe ér, akkor a Mach-száma csökken, miközben a valódi sebessége változatlan marad.

### Kifejlesztése
Az 1950-es évek végén az Egyesült Királyság, Franciaország, az Amerikai Egyesült Államok és a Szovjetunió szuperszonikus utasszállító repülőgépet szeretett volna kifejleszteni.
1962. november 28-án a BAC és az Aérospatiale egy új konzorciumban egyesült. Az újonnan létrejött konzorcium először kétfajta repülőgépet tervezett, egyet hosszútávú és egyet rövidtávú útvonalakra. Mialatt az ajánlatokat és tervrajzokat elküldték a lehetséges jövőbeli vásárlóknak, a rövid távolságra tervezett változat iránt nem mutatkozott érdeklődés. Ennek a verziónak a tervezését és gyártását leállították. Ellenben a gyár több mint 100 hosszú távolságra tervezett gépre kapott megrendelést a kor akkori legnagyobb légitársaságaitól. Egyenként hat megrendeléssel az Air France, a BOAC és a Pan Am voltak az első megrendelők. Az Air Canada, az American Airlines, a Braniff, a CAAC, az Iran Air, a Japan Airlines, a Lufthansa, a Middle East Airlines, a Panair de Brasil, a Qantas, a Singapore Airlines, a TWA és a United Airlines is szerepeltek a megrendelők között. Végül csak az Air France és a British Airways vásárolt a gépekből, egyenként hét darabot, jelentős állami támogatással. A többi légitársaság lemondta megrendelését.
A repülőgép nevéhez kapcsolódik egy gazdaságpszichológiai fogalom is, a Concorde-effektus. Ez azt jelenti, hogy egy projektet csak azért nem állítanak le, mert már sok pénzt öltek bele, noha világos, hogy az eredmény is veszteséges lesz.

### Elnevezés
A két ország közötti jó viszony jelképéül a repülőgép a Concorde nevet kapta, amely mindkét nyelvben baráti egyezséget, szövetséget, harmóniát jelent. Nagy-Britanniában eredetileg a Concorde franciás írásmódját használták („e” magánhangzós végződés), majd később Harold Macmillan miniszterelnök egy politikai félreértés miatt az angol írásmódú Concordot nevezte meg hivatalos névnek. Öt évvel később, a gyártást követően, Tony Benn, a technológiáért felelős brit miniszter a toulouse-i gyárban azt nyilatkozta, hogy az elnevezést visszaállítja az eredeti francia változatra. Ez természetesen felbőszítette a köztudatot Nagy Britanniában, majd Benn azzal nyugtatta a kedélyeket, hogy a név végére visszakerülő „e” magánhangzó olyan értékeket hangsúlyoz, mint excellent (kiváló), England (Anglia), Europe (Európa) és Entente.
A repülőgép elnevezése a nyelvészeknek is sok fejtörést okozott, míg végül úgy állapodtak meg, hogy a helyes megnevezés egyszerűen Concorde, „the” vagy „a” névelő nélkül, így tehát a főnév a gép tulajdonnevével egyesült, és szövegkörnyezettől függetlenül Concorde-ként hivatkoznak rá.

### Tesztelés

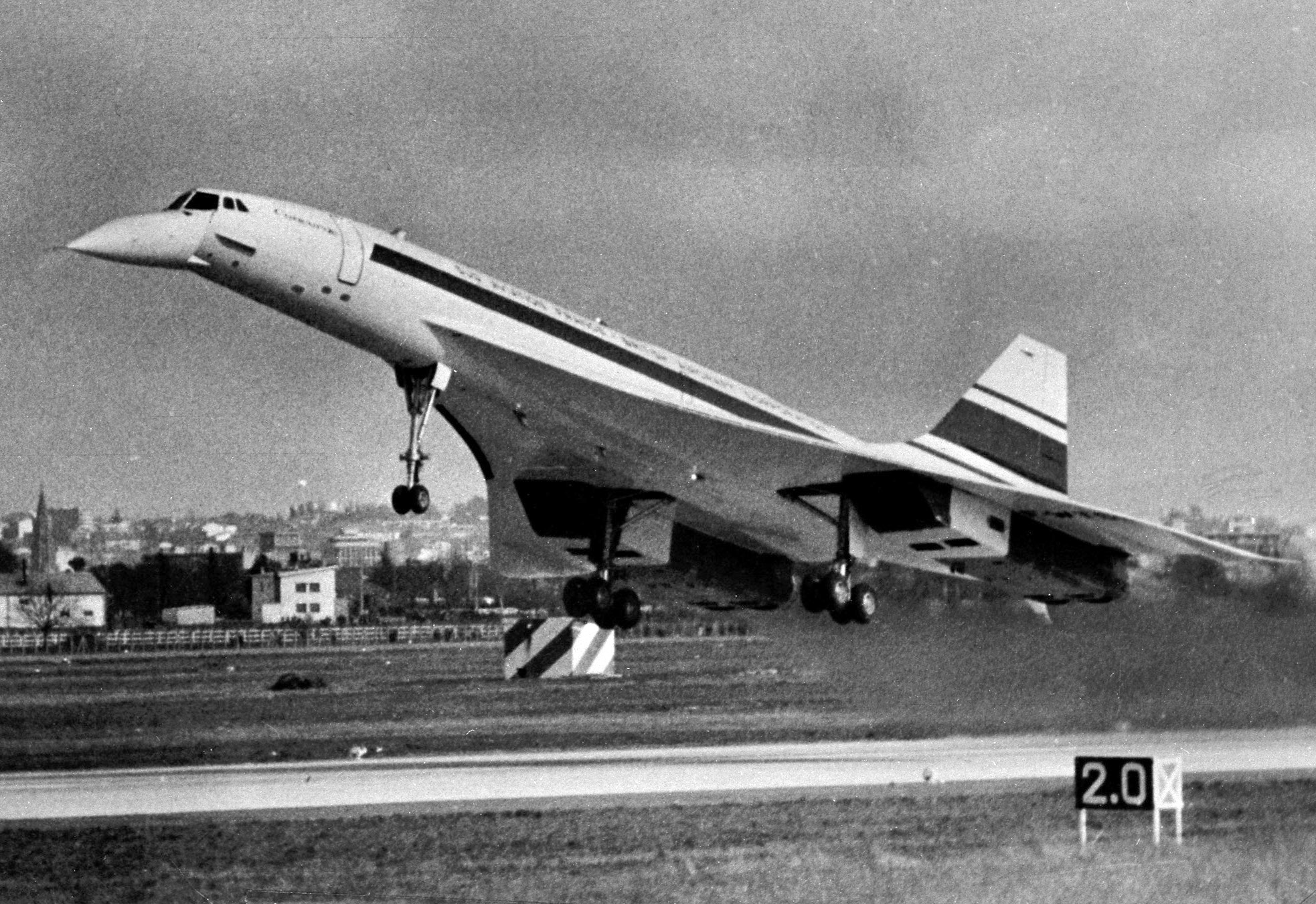
Concorde 001, 1969. március 2-án

Az első két prototípus gyártása 1965 februárjában kezdődött. A francia 001-es számú Toulouse-ban, az Aerospatiale gyártósorán, míg a brit 002-es számú egy Bristol közeli BAC-üzemben készült. A Concorde 001 tesztrepülését 1969. március 2-án André Turcat pilóta Toulouse-ban, míg a Concorde 002 próbáját 1969. április 9-én Brian Trubshaw hajtotta végre Filton és a Fairford RAF légibázis között. Mindkét prototípust az 1969. június 7–8-án megrendezett párizsi légibemutatón láthatta először a publikum.
A bemutatót követően mindkét prototípus egy promóciós turnéra indult, amely során a gyártók további érdeklődőkre tehettek szert. A Concorde 001 az amerikai kontinens felé vette az útját, és 1971. szeptember 4-én először repülte át először az Atlanti-óceánt. Eközben a Concorde 002 a Közel- és Távol-Keletet célozta meg 1972. június 2-án, majd egy évvel később átrepült az Egyesült Államokba, és leszállásával felavatta az újonnan nyitott Dallas/Fort Worth nemzetközi repülőteret.
Noha a tervek ismertetésekor számos légitársaság lelkesnek tűnt és megrendeléseket adott le, a prototípus elkészültét követően nagyon sokan visszaléptek a vásárlástól. Döntésüket bizonyára a Concorde szovjet vetélytársa, a Tu–144 párizsi balesete is befolyásolta. Egyre nagyobb lett az aggodalom a zajszennyezés (hangrobbanás, felszállási zajkibocsájtás) miatt, és a repülőgép közmegítélése, valamint népszerűsége csökkenő tendenciát mutatott. 1976-ra már csak négy országnak volt érvényes megrendelése (Franciaország, Nagy Britannia, Irán és Kína), végül azonban csak az Air France és a British Airways (a korábbi megrendelő BOAC jogutódja) vette át a legyártott repülőgépeket, az értékesítés során keletkezett nyereséget pedig a gyártó országok lefölözték.
Az Amerikai Egyesült Államok 1971-ben törölte a Boeing 2707 típusnevű projektjét, amely eredeti elképzelés szerint a Concorde vetélytársaként volt hivatott a szuperszonikus repülőgépek piacára betörni. Megfigyelők szerint a Concorde zajszennyezés miatti rossz megítélését részben az Amerikai Egyesült Államok szította, mert hasonló típusú gép hiányában nem volt összehasonlítási alap. Három ország (Amerikai Egyesült Államok, India és Malajzia) megtiltotta a légterükben a hangsebesség feletti repülést a zajkibocsájtásra hivatkozva, később azonban a korlátozáson enyhítettek.
Ezzel egy időben a gyártóknak más nehezítő körülményeik is adódtak, amelyek szintén az eladási számok drasztikus zuhanását eredményezték, a kifejlesztés költsége ugyanis a gyártásig az eredeti tervezett összeg hatszorosára rúgott, így aztán 1977-re egy repülőgép egységára 23 millió font volt. Tovább rontott a helyzeten az 1973-ban bekövetkezett olajválság, amely arra késztette a légitársaságokat, hogy kétszer is meggondolják, mielőtt magas üzemanyag-fogyasztású gépeket vásárolnak. A Boeing 747 típusú széles törzsű utasszállító repülőgépe kisebb utazósebességgel ugyan, de nagy utasbefogadó-képességével kisebb pénzügyi kockázatnak bizonyult. Összehasonlításképpen a Boeing 707 1 gallon (3,8 liter) üzemanyaggal 33,3 utasmérföldet (53 km) tudott repülni, a Boeing 747 46,4-et (75 km), a McDonnell Douglas DC–10 típusa 53,6-et (86 km), ezzel szemben a Concorde csak 15,8-et. Végül pedig a légiközlekedésben frissen mutatkozó, olcsó repülőjegyek iránti igény egyes légitársaságokban, így például a Qantasban is, megkérdőjelezte a Concorde piacképességét.

## Műszaki jellemzők

### Specifikációk

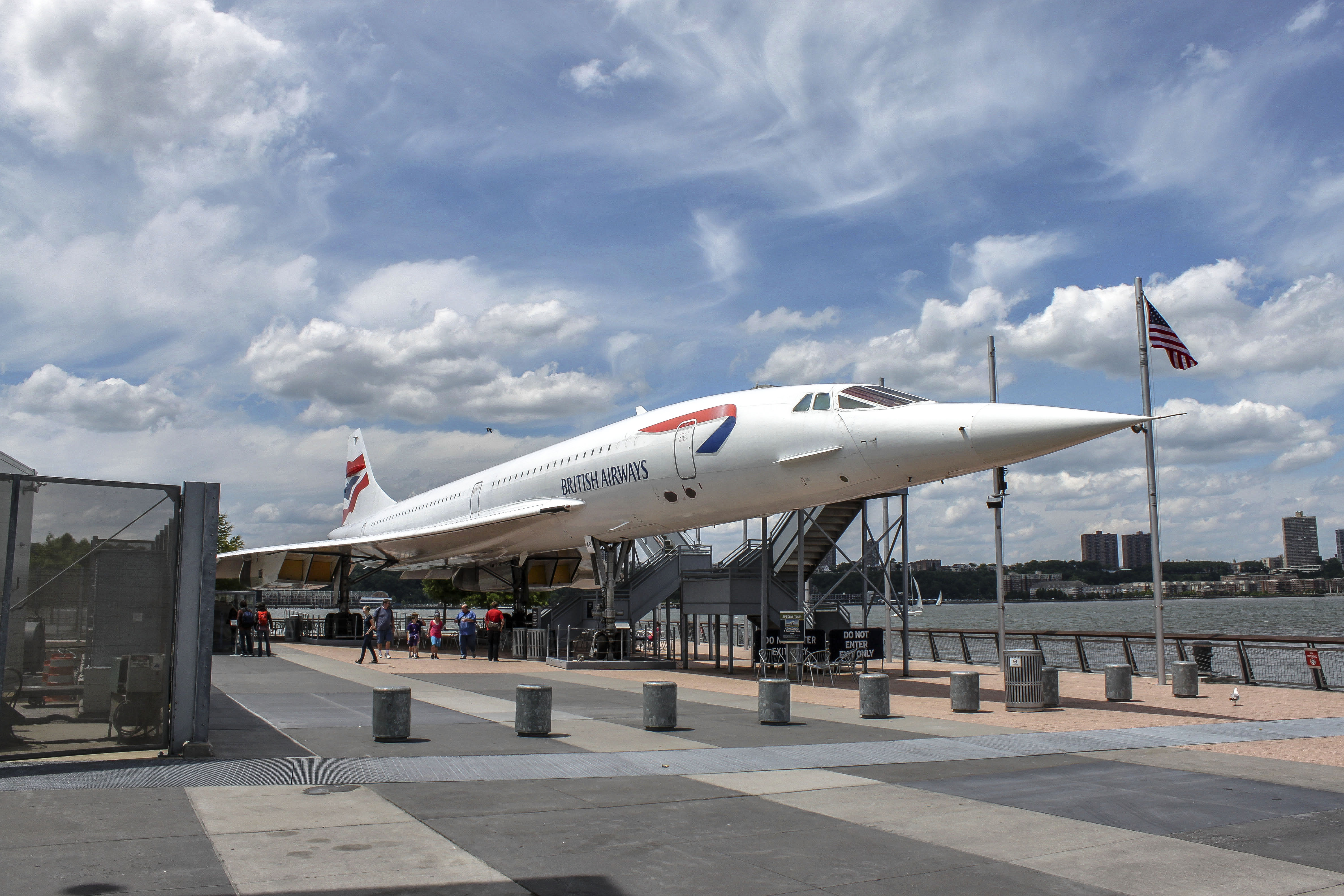
A British Airways G-BOAD lajstromjelű Concorde-ja New Yorkban kiállítva – Intrepid S.A.S. Museum

A Concorde tervezésekor a mérnökök az alábbi – a maga idejében úttörőnek számító – megoldásokat alkalmazták:
1. Sebesség és repüléshatékonysági célból
- tükör-delta kialakítású (Ogee) szárnyak alkalmazása
- digitális számítógép által vezérelt, szabályozható mennyiségű levegőbefújás a hajtóműbe[27]
- szupercirkáló képesség
- thrust-by-wire elven működő hajtómű, a mai FADEC rendszerű (digitális és analóg jelek irányítják a hajtómű szabályozórendszerét) gázturbinás meghajtás elődje
- egyedi droop-nose alkalmazása, azaz a pilótafülke előtti géporr lehajtható le- és felszálláskor, megkönnyítve a pilóták vizuális tájékozódását[28]

2. Súlymegtakarítás és teljesítményfokozás szempontjából
- 2,04 mach (~2179 km/h, 1354 mi/h) utazósebesség az optimális hajtóanyag-felhasználás érdekében (szuperszonikus sebességnél a légellenállás minimálisra csökken, ugyanakkor a gázturbinás hajtóművek nagy sebesség elérésekor teljesítenek igazán jól)
- alumíniumalapú váz, amely könnyebb az acélötvözeteknél, megszokott gyártási technológia (még nagyobb sebesség esetén az alumínium nem jöhetne szóba)[29]
- robotpilóta alkalmazása, amely teljesen önállóan képes a gép irányítására, a le- és felszállás kivételével
- analóg jelekkel működő fly-by-wire technológia, azaz a korábbi hidraulikus vezérlést részben lecserélte a minimális erőkifejtést igénylő elektronika[30]
- a hidraulika elvén működő alkatrészekhez nagynyomású rendszert alkalmaztak (28 MPa)
- a fékező berendezéseket is elektronikus elvű technológiára cserélték (csövek, pumpák, olaj helyett elektronikus érzékelőket és irányító egységeket szereltek fel)[28]
- keringtető rendszer, amely lehetővé teszi, hogy repülés közben a számítógépes vezérlés egyenletesen szétoszlassa a hajtóanyagot a tartályok között, így őrizve meg a gép stabilitását, a súlypontvándorlást
- egyes alkatrészeket több kisebb komponens egymáshoz erősítése helyett marással készítettek. Ezzel csökkent az alkatrészek száma és az összsúly, ugyanakkor erősebb szerkezeteket kaptak
- a Concorde nem kapott APU segédhajtóművet, így csak olyan repülőtereken szállt le, ahol rendelkezésre állt csatlakoztatható mobilgenerátor[28]

### Hajtóművek

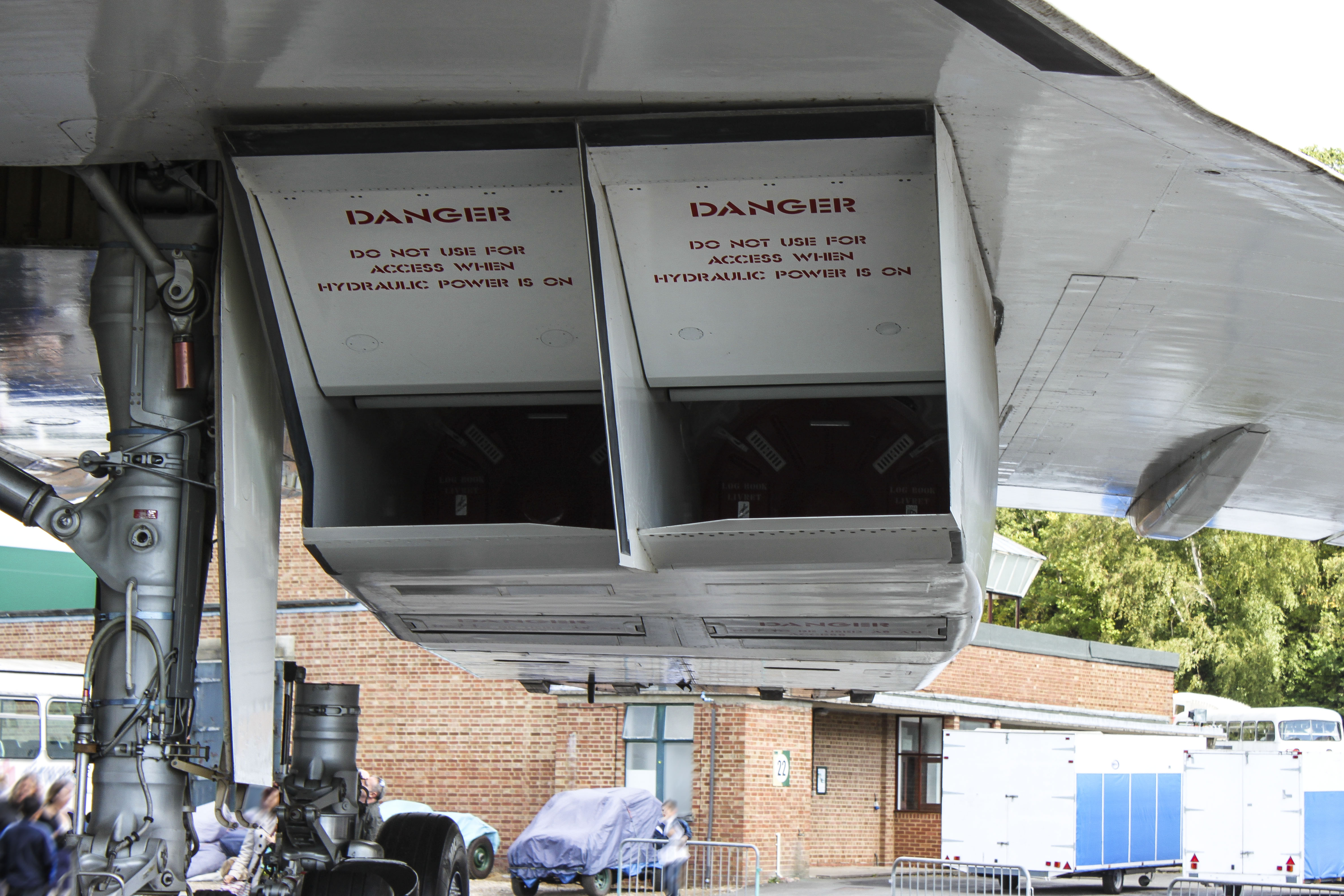
A Concorde hajtóművei. Az állítható terelőlapok (piros felirattal) a beáramló levegő lelassítására szolgáltak

A Concorde-nak nagy távolságokat kellett repülnie a gazdaságos üzemeltetés érdekében, ehhez azonban nagy teljesítményre volt szükség. A nagy motorkeresztmetszet miatt nem jöhetett szóba a turbóventilátoros hajtómű, hiszen az növelte volna a légellenállást, így a gázturbinás sugárhajtóműre esett a választás. A mérnökök az utánégetővel ellátott Rolls-Royce/Snecma Olympus 593 típus mellett döntöttek, amely az Avro Vulcan bombázók Rolls-Royce Olympus hajtóművének egy továbbfejlesztett változata volt. A repülőgép így utánégetőt használt felszálláshoz, valamint a hangsebesség átlépéséhez 0,95 mach és 1,7 mach tartományban, azonban minden más esetben ez a funkció ki volt kapcsolva. Mivel a gázturbinás sugárhajtóművek kis sebesség mellett rendkívül gazdaságtalanul működnek, a Concorde hozzávetőleg 2 tonna hajtóanyagot égetett el a futópályához történő guruláskor, ami a teljes hajtóanyag-kapacitás 2%-át tette ki.
A Concorde a Tu–144 mellett az egyetlen polgári repülőgép, ami utánégetővel ellátott hajtóművet használt.
A hajtóművekhez a módosított összetételű Jet A1-típusú hajtóanyagot használtak (alacsonyabb sűrűség és fagyáspont, valamint hozzáadott antisztatikus alkotóvegyületek). A hajtóművek akkora erőkifejtéssel működtek még álló helyzetben is, hogy guruláshoz csak a külső hajtóművek használata is elegendőnek bizonyult.
A hajtóművek légbeömlése kritikus lépés a tervezés során. A hagyományos sugárhajtóművek nagyjából 0,5 mach sebességű levegővel képesek működni, ezért a beömlőnyílásnál a levegőt le kellett lassítani 2,0 machról, ami lökéshullámot generált. A Concorde esetén ezt a jelenséget valahogyan kezelni kellett, ellenkező esetben a hajtóművek meghibásodását eredményezte volna. Ezt a mérnökök úgy oldották meg, hogy a légbeömlő nyílást egy állítható szögű terelőlappal és egy, a beömlő levegő egy részét a hajtóművek alatt elvezető nyílással szerelték fel.
A Concorde sugárhajtóművei által kibocsátott légsugárzaj csökkentésére külön tudóscsoportot állítottak fel, a Concorde Noise Panel-t. Ennek egyik vezetője John Ffowcs Williams brit mérnök-kutató, a Cambridge-i Egyetem professzora, az aeroakusztika világhírű kutatója volt.
A hajtóműhiba veszélyes a repülőgép repülési egyensúlya szempontjából, hiszen ha csak az egyik oldali hajtómű áll le repülés közben, a hibás hajtómű felőli oldalon csökken a tolóerő, nő a légellenállás, így a fizika törvényeinek megfelelően a gép vízszintesen elfordul, a helyes menetirányból kitér. Ez nagy utazósebesség mellett a géptörzsre rendkívül nagy terhet ró, amely elméletben annak szerkezeti gyengüléséhez is vezethet. Noha az előzetes szimulációk óvatosságra intették a mérnököket, a gyakorlatban azonban a Concorde 2,0 mach sebességnél is képes volt leállítani egyik oldalon a hajtóműveket, különösebb probléma nélkül. Hajtóműhiba esetén a szükséges beömlő levegő mennyisége elméletileg 0, hiszen nem működő hajtóműnek nincs szüksége levegőre, ezért menet közben a beömlő levegőt a terelőlapok állításával és az elvezető nyílással a hajtómű alatt el lehetett vezetni, így azzal nőtt a felhajtóerő és csökkent a légellenállás. A pilótákat gyakorlatban kiképezték egy dupla hajtóműleállás esetén jelentkező helyzet kezelésére.

### Közegellenállás
A repülés közben – közegellenállásból adódóan – a felületi súrlódás miatt a géptest és így a fedélzet hőmérséklete is emelkedett. A hajtóműveket nem számítva egy szuperszonikus repülőgépen üzem közben a legmagasabb hőmérséklet a gép orrán keletkezik. A jelenség kezelése érdekében a mérnökök a Hiduminium R.R. 58 nevű alumíniumkompozitot alkalmazták, mivel jól ismert ötvözetről volt szó, valamint egyszerű és olcsó volt az előállítása. A legmagasabb hőmérséklet, amit az alumínium szerkezeti változás nélkül (a repülőgép élettartama alatt) elviselt, 127 °C volt, így a maximális sebességet 2,02 machban limitálták. A Concorde két hőmérsékleti cikluson esett át repülés közben, nevezetesen, ahogy nőtt az utazási magasság (emelkedéskor), a külső hőmérséklettel arányosan csökkent a váz hőmérséklete, majd a sebesség hirtelen növelésével (hangsebesség átlépése) újra emelkedett a géptest hőmérséklete (súrlódás). Ugyanez a jelenség állt fenn leszállás előtt, csak fordított sorrendben. Természetesen ezt is figyelembe kellett venni a tervezéskor. A Concorde géptest élettartamát 45 000 órányi repülésre tervezték.
A szuperszonikus repülés okozta hőmérséklet-emelkedés hatására a váz akár 300 mm-rel is kitágult. Ezt a változást úgy kompenzálták a fejlesztők, hogy a pilótafülke hátulsó részén, a fedélzeti mérnök konzolja és a váz közé egy rést ékeltek.
Az aerodinamikai hőmérséklet emelkedése miatt a gép festésére is szigorítást írtak elő, azaz a szerkezet nagy részén kizárólag nagy fényvisszaverő képességű fehér festéket alkalmaztak. Ez nagyjából 6–11 °C-kal csökkentette a váz felületi hőmérsékletét, így akadályozva meg az alumíniumötvözet károsodását és az idő előtti anyagfáradást. 1996-ban az Air France a Pepsivel kötött szerződése miatt átmenetileg – a szárnyak kivételével – kék színűre festette az F-BTSD Concorde-ját, és a repüléshez a mérnökök azt javasolták, hogy a sebessége nem haladhatja meg a 2,0 machot 20 percnél tovább. Erre azonban nem volt szükség, mert a gép jóval a kiszabott sebességkorlát alatt repült, nem volt szükség ugyanis nagy távolság menetrendszerű repülésére.

### Szerkezeti problémák
A Concorde által repült kivételes sebesség nagy terhet rótt a repülőgépvázra, főként bedőléskor és forduláskor, ami minimális csavarodást, szerkezeti torzulást okozott. Ezen kívül aggodalmat okozott az is, hogy ekkora sebességnél a pilóták tökéletesen uralmuk alatt tarthassák a repülőgépet, végül azonban a külső és belső elevonok összhangjával, illetve azok váltakozó használatával bármilyen manőver kockázatmentesen elvégezhető volt. Nagy sebességnél csak a legbelső elevonokat használták, amelyek a szárny legszilárdabb, legellenállóbb részeihez voltak erősítve. A géptörzs építésekor kötött kompromisszum eredményeképp a Concorde rendkívül kis törzskeresztmetszetet kapott, így jóval zsúfoltabbnak tűnt az utastér, mint a mai utasszállító repülőgépeken, és a géptörzs enyhén elhajlott, amit a leghátsó utasok érzékelhettek.
Amint egy repülőgép eléri a kritikus mach sebességét, azaz azt a sebességet, amikor valamely pontján a levegő haladása eléri a hangsebességet, a felületére ható nyomásközpont menetiránnyal ellentétesen a test vége felé tolódik. Ez a jelenség egy bólintó hatást fejt ki (az orr felfelé emelkedik vagy alábukik), ezért a fejlesztők a szárnyak átalakításával részben el tudták érni, hogy a nyomásközpont maximum 2 métert vándorolt. Átlagos repülőgépeknél a probléma egyszerűen kezelhető a szárnyszegély változtatásával, azonban a nagy sebességnél rendkívül megnövelte volna a közegellenállást. A másik – szintén alkalmazott – megoldás az volt, hogy repülés közben a hajtóanyagot vándoroltatták egy szivattyúrendszerrel a tartályok között, így módosítva menet közben a gép súlypontját.

### Hatótávolság
Annak érdekében, hogy a repülőgép leszállás nélkül repülhessen át az Atlanti-óceán felett, a Concorde esetén kritikus fontosságú volt a hatótávolság növelése. Ezt úgy érték el, hogy a géptörzs kis keresztmetszetű és áramvonalas volt, olyan hajtóműveket alkalmaztak, amelyek rendkívül hatékonyak voltak nagy sebesség esetén, valamint a szárnyak kialakítása eltért az addig megszokottól. Ezenkívül a gép nem tudott nagy mennyiségű terhet szállítani, ellenben nagy volt az üzemanyag-kapacitása, és a géptörzs külső borítását pedig új módszerrel csiszolták a lehető legkisebb ellenállás elérése érdekében.
Az első repüléseket követően a gyártók máris előkészítették a terveket a Concorde B variánsához, amely nagyobb kapacitású hajtóanyagtartályokat és nagyobb felületű szárnyakat kapott volna, továbbá a szárnyak belépőéleit úgy módosították volna, hogy a legjobb aerodinamikai teljesítményt nyújtsák bármely sebességnél. Az új variáns hajtóművei már nem voltak annyira fülsiketítően hangosak, és az üzemanyagéhségéről híres utánégetőktől is megszabadultak. Becslések szerint a módosított változat mintegy 25% üzemanyag-megtakarítást, valamint 800 km (500 mérföld) extra hatótávolságot, nagyobb rakományt jelentett volna az üzemeltetőknek. Ezeket a terveket aztán megsemmisítették, részben a Concorde iránti kereslet csökkenése, részben pedig az 1970-es években jelentkező drasztikus üzemanyagár-emelkedés miatt.

### Utasbiztonság

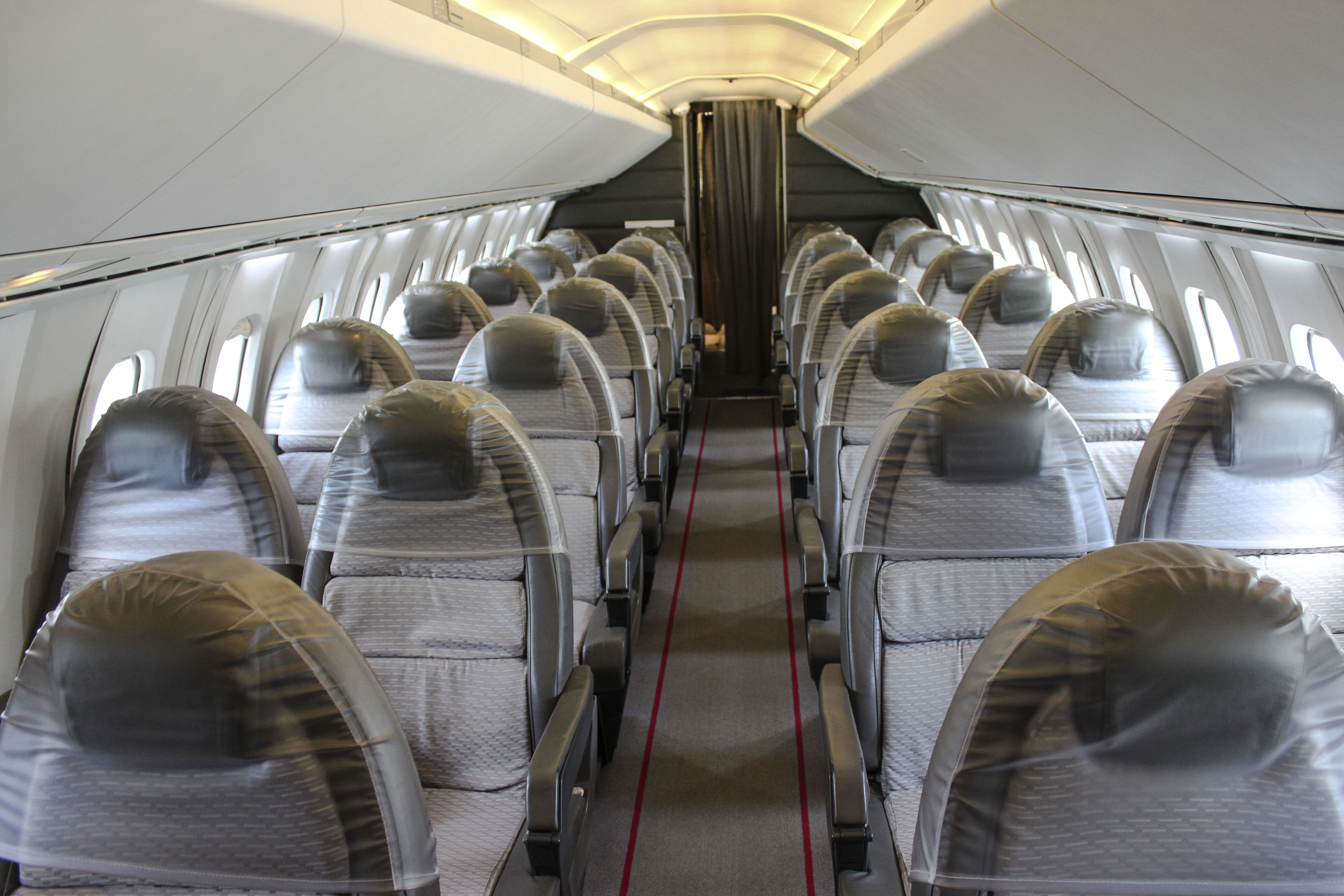
A Concorde utastere. A British Airways 100 férőhelyes gépeket rendelt

A Concorde által repült nagyobb utazómagasság miatt (18 000 m) az utasokat ért ionizáló sugárzás fluxusa közel kétszeres volt egy hasonló távolságra repülő hagyományos repülőgéphez képest. A Concorde bemutatásakor egyesek máris aggodalmukat fejezték ki a bőrrák kockázatát megnövelő tartós hatás miatt. Az ellenérv az volt, hogy mivel a nagy sebesség miatt a magas légtérben töltött idő összességében kevesebb, így az elszenvedett dózis kisebb, mint egy hasonló távolságot megtevő repülő esetén. Egy eseti, rendkívül bekövetkező naptevékenység elvileg növelhette a sugárzás mennyiségét. Amennyiben a Napból érkező sugárzás magas értékeket mutatott, úgy a Concorde 14 000 méter alá csökkentette az utazómagasságot.
A repülőgépek utastere rendszerint 1800–2400 m tengerszint feletti magasságban fennálló légnyomásra van beállítva. Ehhez képest a Concorde fedélzetén lévő légnyomás a legalsó értéknek, azaz 1800 m-nek megfelelően volt kialakítva. Maximális utazómagassága 18 000 m volt, míg a hagyományos utasszállító repülőgépek jellemzően 12 000 m magasságig emelkednek. A fedélzeti légnyomás hirtelen csökkenése rendkívül veszélyes mind az utasok, mind pedig a személyzet számára. 15 000 m felett egy hirtelen bekövetkező dekompresszió esetén még egy edzett sportoló is 10–15 másodperc elteltével a jelenség szervezetre gyakorolt negatív hatása alá kerül, elveszti az eszméletét. Ebben a magasságban a levegő annyira ritka, hogy egy a géptörzsben keletkező repedés miatt bekövetkező légnyomásvesztéskor a vészhelyzeti oxigénmaszkok nem működnének elég hatékonyan, és az utasokon nagyon hamar jelentkeznének a hypoxia tünetei. A Concorde kisebb ablakokat kapott ennek a kockázatnak a csökkentése miatt, továbbá tartaléklevegő befújó rendszert szereltek be, amely átmenetileg csökkentette volna a légnyomáscsökkenés sebességét, valamint vészhelyzeti manőverekre képezték ki a pilótákat, mellyel minimális idő alatt a repülőgép biztonságos magasságba való süllyedése volt a cél. A pilótafülkékben vészhelyzet esetére olyan rendszert alakítottak ki, amely biztosította volna a pilóták folyamatos levegő-utánpótlását, felhelyezhető maszkokon át.

### Repülési sajátosság
Míg egy hagyományos utasszállítónak 8 órára van szüksége egy Párizs–New York út megtételéhez, addig a Concorde ezt az utat 3,5 óra alatt képes volt teljesíteni. Maximális utazómagassága 18 000 m volt, átlagsebessége pedig 2,02 mach (2140 km/h), ami több mint kétszerese a többi repülőgép sebességének. 17 000 m feletti magasságban más civil légijármű nem repül, így a Concorde saját légi folyosókat kapott a transzatlanti útjaihoz. Mivel a magas légkörben uralkodó szelek más természetűek az alacsonyabb légrétegekben található szelekhez képest, így ezek a légi folyosók rögzített koordinátájú „fix” utak voltak, míg a hagyományos repülőgépek légiútját naponta befolyásolja az időjárás és elsősorban a futóáramlat.

### Fékek, futóművek
A Concorde a deltaszárnyak miatt eltérő módon generált felhajtóerőt a többi, megszokott utasszállítórepülőgép-típushoz képest, ezért megerősített futóművekre volt szükség. A levegőbe emelkedés egy szokatlanul magas állásszög (18°) felvételével kezdődött, a gép hátsó része billent, és annak érdekében, hogy elkerüljék, hogy a farok futópályához súrlódjon, a tervezők egy farokfutó beszerelése mellett döntöttek. Egészen addig, amíg a gép orra emelkedni nem kezdett, a szárnyak szinte semekkora felhajtóerőt nem produkáltak. Ezt összevetve azzal, hogy rendkívüli sebességre volt szüksége a felszálláshoz (368 km/h IAS, azaz Pitot kijelző által megadott sebesség), a futóművek újratervezést igényeltek az első modell tesztjei alapján.
A Concorde két főfutóegységgel és egy orrfutóval volt ellátva. A főfutókon egyenként 2×2 pár, míg az orrfutóműn egy pár abroncs volt. Behúzásakor a főfutóműveket a hidraulika egymással szembe, befelé csukta össze, viszont a futómű szárai rendkívül hosszúak voltak (a géptörzs magasan helyezkedett el), ezért, hogy ne akadjanak össze, először egy teleszkópos csukló részben behúzta őket, majd a futóműszárak egymással szembe a futóműgondolába kerültek. A főfutóműn felszerelt kerekek nyomása 16 bar volt. Az orrfutómű a felszállást követően előre, a haladási iránnyal megegyezően csukódott fel. A kerekek nyomása 13,16 bar. A futómű tartalmazott egy sárterelőt, így a kerekek nem fröcsköltek vizet a kerékgondolába. A bal oldali keréken egy kis – kerékforgás által működtetett – generátor volt, ami az ABS fékrendszer tartalék energiaforrása, míg a jobb oldali kerekekre tárcsaféket szereltek, amely a futómű felhúzásakor lépett működésbe és leállította a kerekeket. A megerősített főfutóművek fékrendszerét a Dunlop fejlesztette ki, amely a maga nemében egyedülálló volt, hiszen elsőként használtak szénalapú fékbetéteket utasszállító repülőgépeken. A fékbetétek azért készültek acél helyett szénből, mert így összesen 5443 kg súlyt tudtak megtakarítani. A fékeket elektronikus vezérlésű hűtőberendezés védte a túlhevüléstől. A kerekekre szerelt szenzorok mérték a fékek hőmérsékletét, a fék terhelését és jelezték a kerékdefektet. Egy átlagos landoláskor a fékek hőmérséklete elérte a 300–400 °C-ot.

## Menetrend szerinti járatok
Az első menetrend szerinti járatokat 1976. január 21-én indították a London–Bahrein és a Párizs–Dakar–Rio de Janeiro útvonalakon. Az Amerikai Egyesült Államok Kongresszusa ekkor éppen betiltotta a Concorde leszállását az USA-ban, főleg a lakosság hangrobbanás elleni tiltakozásai miatt, ezzel megakadályozta a transzatlanti járatok megnyitását. Kicsivel később az Amerikai Egyesült Államok közlekedési minisztere, William Coleman engedélyt adott a Concorde-nak a washingtoni Dulles repülőtér használatára, és az Air France, valamint a British Airways járatokat szervezett a Dullesra 1976. május 24-én.
Mikor az Amerikai Egyesült Államok 1977 februárjában visszavonta a transzatlanti szuperszonikus járatok tiltását, New York tiltotta ki a Concorde-ot a város területéről. Ez a tiltás 1977. október 17-én ért véget, amikor is az Egyesült Államok Legfelsőbb Bírósága elutasította a város Kikötői Hatóságának javaslatát a tiltás folytatására. A Londonból és Párizsból a New York-i John. F. Kennedy repülőtérre tartó menetrendszerű járatokat 1977. november 22-én indították el először. A British Airways által üzemeltetett járatok általában a „BA001” és „BA004”-es jelzést viselték. A repülőgépek hangosságáról szóló nyilatkozat szerint az akkori elnöki gép, az Air Force One, ami egy Boeing 707-es volt, leszállás és felszállás közben hangosabb volt, mint a Concorde.
Míg a sugárhajtású repülőgépekkel üzemeltetett járatok 7 óra alatt értek Párizsból New Yorkba, addig egy átlagos szuperszonikus repülés e két város között 3 óra 30 percig tartott (a transzatlanti utak során a Concorde nagyjából kétszer gyorsabban repült a hagyományos repülőgépeknél). 2003-ig az Air France és a British Airways napi rendszerességgel indított járatokat New York fő repülőterére. A Concorde a barbadosi Grantley Adams nemzetközi repülőtérre is repült a téli szezon idején, és néha charter célpontokba is, mint például a finnországi Rovaniemibe. 1986. november 1-jén egy Concorde 31 óra 51 perc alatt kerülte meg a Földet.
Mobutu Sese Seko, a Kongói Demokratikus Köztársaság puccsal hatalomra jutott egykori elnöke nevezetes volt arról, hogy saját maga és családtagjai számára az Air France-tól többször kibérelte a Concorde-ot, többek közt párizsi bevásárló útjai céljára. Lakóhelyén, Gbadolite városában olyan repülőteret építtetett, melynek kifutója elegendő hosszúságú volt a Concorde fel- és leszállásához. 1989-ben többször is kibérelte a Concorde-ot: június 26-tól július 5-ig New York-ba utazott, ahol az Egyesült Nemzetek Szervezete előtt mondott beszédet, július 16-án Párizsba repült a Francia Köztársaság kétszáz éves fennállásának ünnepségsorozatára, ahol François Mitterrand elnök vendége volt, szeptember 19-én Párizsból Gbadolite-ba repült, majd később a zaire-i ifjúsági kórussal Gbadolite-ból Marseille-be.

## A párizsi baleset

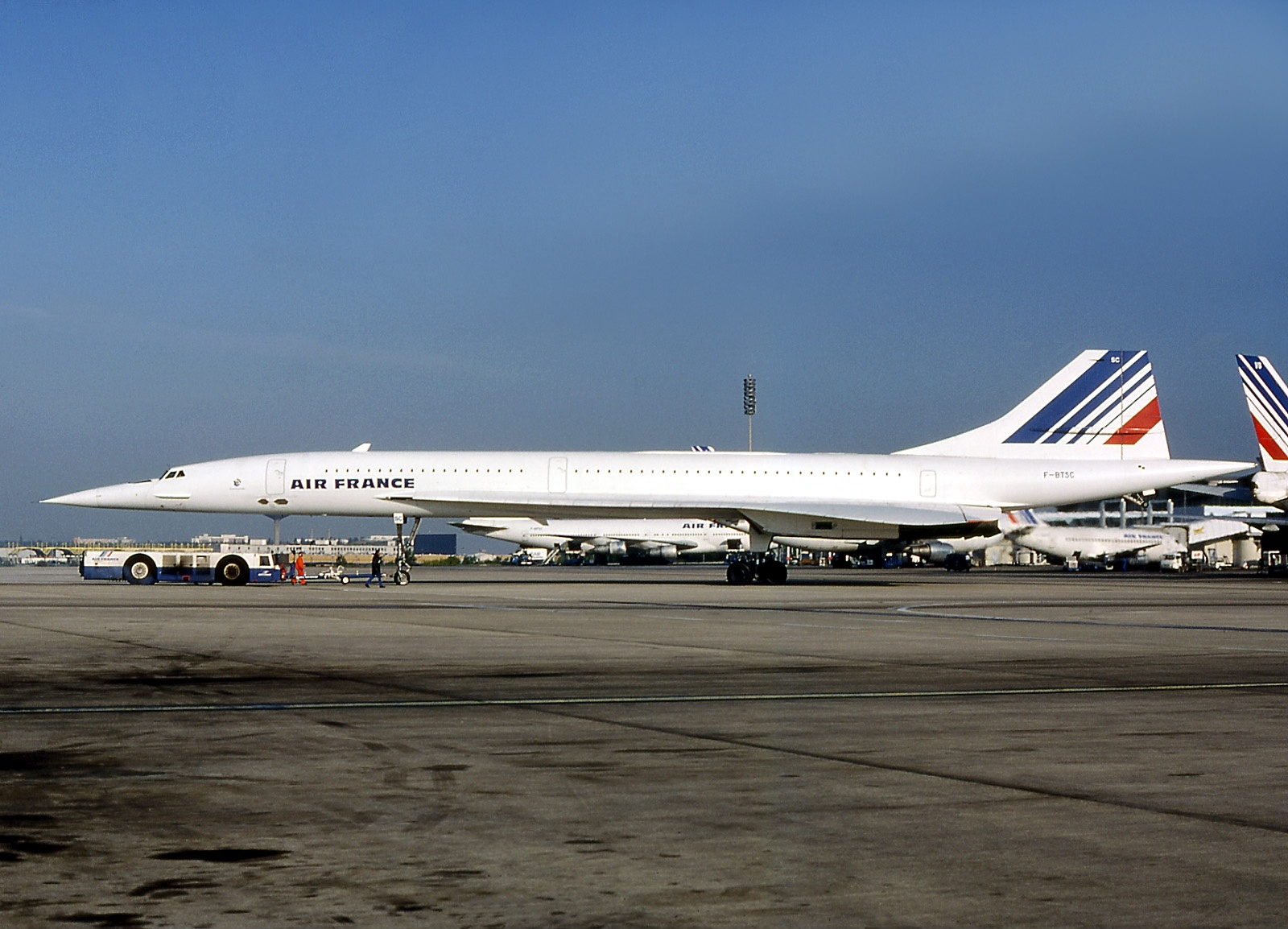
A balesetben megsemmisült F-BTSC lajstromú Concorde 1985 nyarán

Szolgálati idejének első 24 évében a Concorde is – mint bármely másik utasszállító repülőgép típus – többször részese volt apróbb malőröknek, mechanikai hibáknak. Az esetek többségében ez rendszerint egy-egy túlterhelt és szétrobbant futóműabroncsot jelentett, de a típus így is több ezer repült órát, és több mint két évtizedet átvészelt jelentősebb baleset nélkül egészen 2000. július 25-ig.
Ezen a keddi napon az Air France 4590 számú járat a Párizs-Charles De Gaulle – New York – JFK útvonal megtételére készült. A külső hőmérséklet a felszállás előtt 19 °C volt mérsékelt széllel. A repülőgépbe 94,8 tonna üzemanyagot tankoltak, a fedélzeten 100 utas és 9 főnyi személyzet tartózkodott, valamint a csomagtérben 122 db poggyász kapott helyet. A hajózószemélyzet – Christian Marty (53) kapitány, Jean Marcot (50) elsőtiszt és Gilles Jardinaud (58) fedélzeti mérnök – 14 óra 7 perckor kapta meg az engedélyt a 26-os számú kifutópálya megközelítéséhez. A gép a „Romeo” (R) jelű gurulón érte el a kifutópálya végét és 14 óra 42 perckor kapta meg a felszállási engedélyt.
Amint a repülőgép elérte a 185 km/h sebességet, a hajózószemélyzet azt tapasztalta, hogy a gép csak nehezen tud elrugaszkodni és a levegőbe emelkedni. Ezt követően a kettes számú hajtómű meghibásodást jelzett és a kapitány parancsot adott a fedélzeti mérnöknek a hajtómű leállítására, valamint a hajtóműbe épített tűzoltó készülék aktiválására. 370 km/h sebességnél a pilóta rádión jelentette az irányítótoronynak, hogy meghibásodás miatt kényszerleszállást próbálnak meg végrehajtani a pár kilométerre lévő Le Bourget repülőtéren. 14 óra 44 perckor a repülőgép a Hotelissimo nevű szállodára zuhant Párizs Gonesse nevű külvárosában. A balesetet a repülőgépen utazók közül senki sem élte túl, továbbá a szállodában tartózkodók közül négy ember életét vesztette.
Egy perccel a balesetet követően az irányítótorony riasztotta a katasztrófavédelem egységeit.
A baleset kivizsgálásakor kiderült, hogy a Concorde jobb főfutóművének első kereke felszállás közben, a futópályán egy titán fémszalagon gurult át, amely 32 cm hosszúságban kettévágta az abroncsot. A fémszalag a Concorde előtt felszálló Continental Airlines DC-10 típusú repülőgépéről esett le. A fémszalaggal való érintkezés pillanatában a kerékabroncs szétrobbant, a nagy sebességgel repülő abroncsdarabok pedig több helyen átlyukasztották a gépszárny aljának borítását, így a 13-as számú üzemanyagtartályt is, valamint a futómű elektromos vezetékeit is átszakították. Az elektromos vezetéken szikrák keletkeztek amely belobbantotta a tartályból kiszivárgó üzemanyagot. A tűz miatt először csökkent a hajtómű teljesítménye, majd amikor a fedélzeti mérnök teljes egészében leállította a hajtóművet, az üzemképes bal oldali hajtómű nem tudott elegendő tolóerőt generálni a megfelelő emelkedéshez. A balesetben a repülőgép roncsai és a Hotelissimo szálloda a felismerhetetlenségig elégtek (az üzemanyagtartályok maximálisan tele voltak töltve), mindössze a pilótafülke, a leszakadó futóművek és néhány szétszóródott alkatrész maradt meg egyértelműen azonosítható állapotban. A repülési adatok elemzését követően a szakértők megállapították, hogy a repülőgép szinte vízszintes helyzetben, minimális sebességgel csapódott a szállodába. Ebből adódóan a baleset egy viszonylag kis, könnyen behatárolható területen történt.

## Visszatérés a szolgálatba
A baleset után a gépeket azonnal leállították, majd üzemanyagtartályukat kevlárral erősítették meg, és a futóművet is módosították. Fél évvel később újra forgalomba állították őket, de a baleset miatt lecsökkent utasszám és a megnövekedett fenntartási költségek miatt, a gazdaságtalanságra hivatkozva az Air France és a British Airways kivonta a gépeket a forgalomból. Az utolsó kereskedelmi járat 2003. október 24-én tette meg a New York JFK–London Heathrow utat. Az esemény különlegessége miatt az utolsó repülésekre szinte minden jegy elkelt, mindenki, aki megtehette, szeretett volna még egyszer utoljára utazni a géppel.

## Egy korszak vége
A Concorde forgalomból kivonásával lezárult egy 27 évig tartó szuperszonikus utasszállítási korszak.

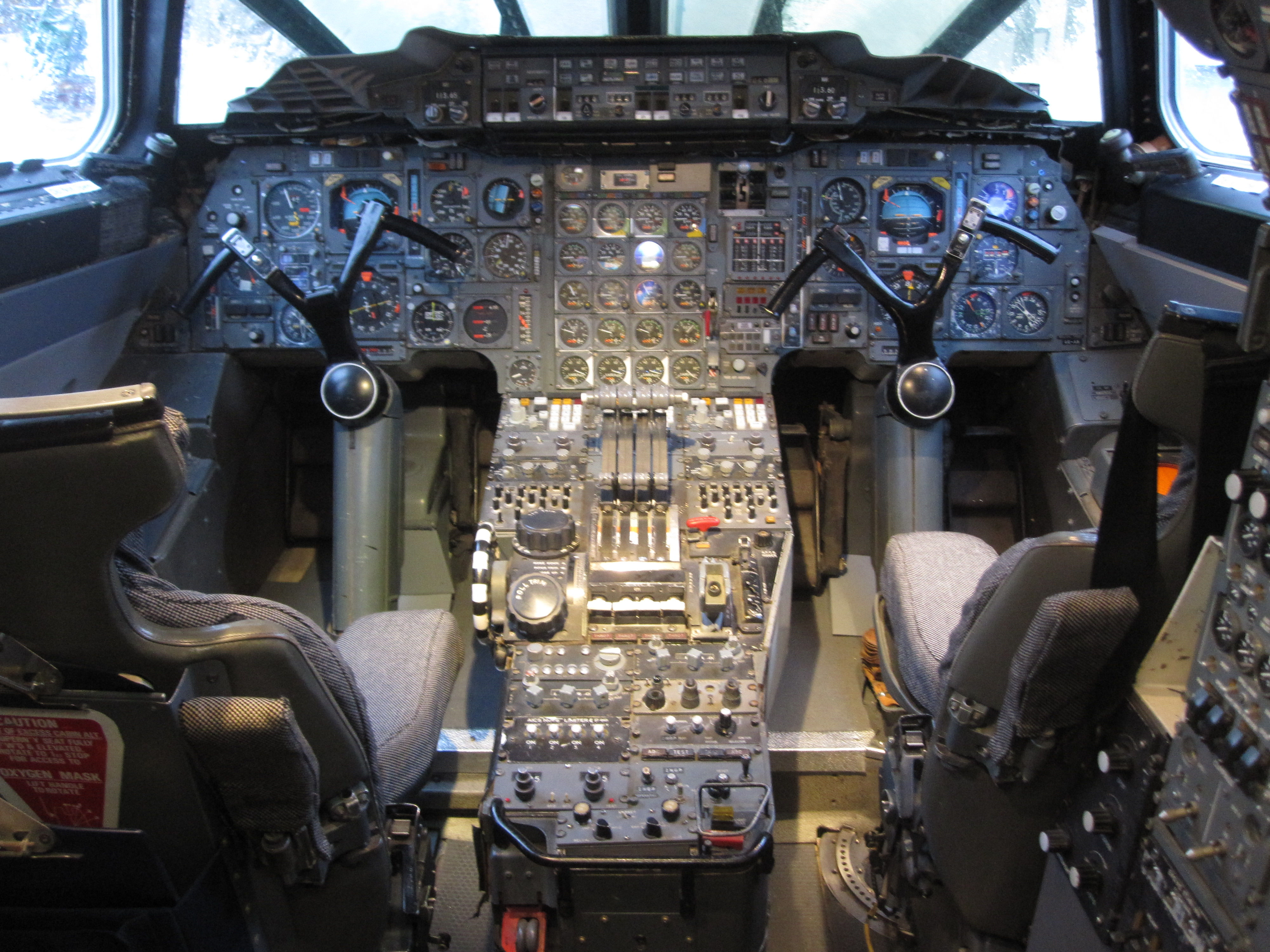
A Concorde kivonásának egyik oka az volt, hogy egyre kevesebb pilóta értett az analóg rendszerű műszerek kezeléséhez. A személyszállító repülőgépekbe az 1970-es évek vége óta digitális műszerfalakat építettek be, ezért az átképzés költséges volt.

2003. április 10-én a British Airways és az Air France egy időben jelentette be, hogy a Concorde járatait kiveszik a menetrendből, és az év végéig a gépeket szolgálaton kívül helyezik. A döntést több tényezővel indokolták, így az egyik a párizsi baleset következtében jelentkező csökkenő kereslet, továbbá a 9/11-es eseményeket követő megtorpant utazási piac és növekvő gépparkfenntartási költségek voltak. Noha üzembe helyezésekor a Concorde rendkívül modern felszereltségű, korszerű repülőgépnek számított, 30 évvel később az analóg rendszerű pilótafülke elavult technológiáról árulkodott. Ez annak is köszönhető, hogy a 30 év alatt nem volt versenytársa, így az üzemeltetői nem voltak rákényszerítve a fejlesztésére, ellentétben a Concorde-dal egyidős Boeing 747 típuscsaláddal, ami rendkívül népszerű volt a légitársaságok között. Amíg a Concorde szolgált a British Airways flottájában, ez volt az utolsó olyan repülőgép, amelyen fedélzeti mérnök is része volt a személyzetnek. A többi típuson, így a Boeing 747 legújabb variánsán, a Boeing 747–400-on a fedélzeti mérnök feladatkörét felosztották a fedélzeti számítógép és a két pilóta között.
2003. április 11-én Richard Branson, a Virgin Atlantic Airways alapítója bejelentette, hogy cége megvásárolná a British Airways Concorde állományát egyenként 1 fontért. A BA elvetette az ötletet, és egyben javasolta a Virgin Atlanticnak, hogy emeljék a vételi ajánlatukat 1 millió fontra. Branson azt válaszolta, hogy a megrendeléskor kötött szerződés tartalmazott egy kiegészítést, amely a British Airwayst kötelezte, hogy a Concorde üzemeltetési jogát átruházza egy másik brit légitársaságra, amennyiben a flottát véglegesen kivonja a forgalomból. A kormány ugyanakkor cáfolta egy ilyen kiegészítés létét. 2003. október 1-jén Branson közleményt küldött az Economist újságnak, melyben a vételi ajánlatát több mint 5 millió fontra emelte, és ígérte, hogy a gépeket még sokáig üzemeltetné. Ennek az esélyét kizárta az a tény, hogy az Airbus (amely közben a Concorde gyártójának, az Aerospatiale vállalatnak a jogutódja lett) megtagadta a karbantartási támogatást.
A British Airways először tagadta, hogy a Concorde kivonására gazdasági okok miatt volt szükség, azonban hamarosan nyilvánvalóvá vált, hogy jelentősebb profitot tudnak termelni azzal, ha elsőosztályú jegyeket csak hagyományos repülőgépekre értékesítenek.

### A Concorde megítélése

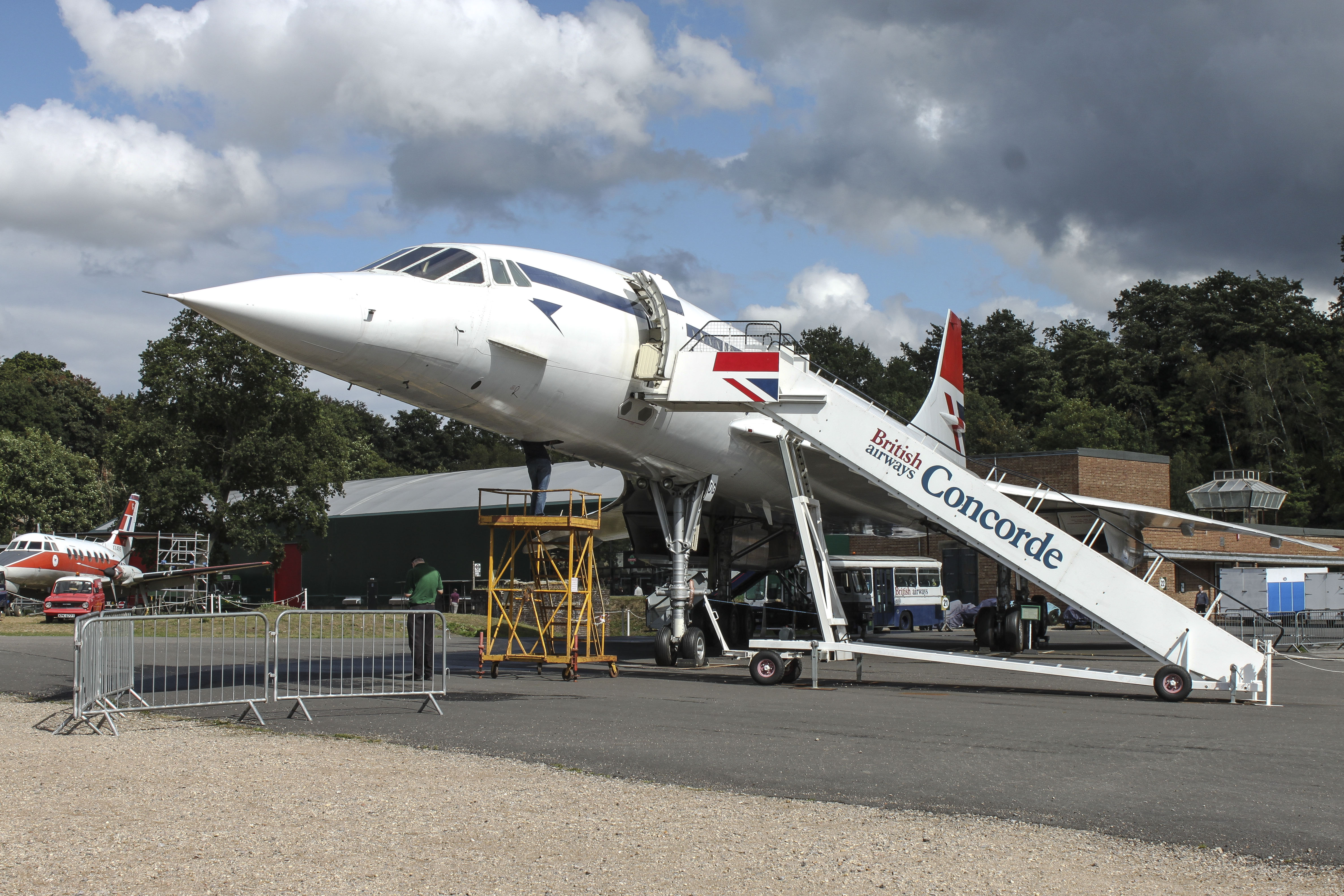
A világ első 100 férőhelyes személyszállító repülőgépe, a Concorde G-BBDG lajstromjelű prototípusa

A közvélekedés a Concorde-ot a jegyek magas árai miatt mindig is a gazdagabb réteg kiváltságaként kezelte. A kevésbé tehetős Concorde-rajongóknak is időnként alkalmuk nyílt utazni rajta, amikor különjáratokra értékesítettek jegyeket. Ezek az utak lehettek egyirányúak (a visszautat más típusú repülővel, vagy más közlekedési eszközzel kellett megoldani), de retúrjegyet is lehetett váltani.
A jegyárak a Concorde szolgálatának utolsó két évében:
| Irány                         | Ár            |
| ----------------------------- | ------------- |
| London–New York, egy irány    | 3521 $ + adók |
| London–New York, aznapi retúr | 6046 $ + adók |
| London–New York, retúr        | 6290 $ + adók |

Az árak hozzávetőlegesek, csak a viteldíjat tartalmazzák, repülőtéri illetékek és egyéb adók nélkül.
A britek egyszerűen Concorde-ként hivatkoztak a repülőre, a franciák pedig le Concorde-ként említették, ahol a „le” határozott névelő hajóra vagy repülőre utal, míg a nagy kezdőbetű a tulajdonnevet hangsúlyozza, ezzel megkülönböztetve az azonos írású főnévtől (barátság, szövetség, harmónia).
A nemzeti büszkeség egyik jelképeként a Concorde számos királyi vagy állami ceremónián tiszteletkört repült London felett, esetenként a Red Arrows-zal alakzatban. Utolsó repülésekor akkora volt az érdeklődés, hogy a Heathrow repülőtéren külön kilátókat kellett építeni a nézők számára, és az eseményről minden egyes sajtóorgánum részletesen beszámolt.
2006-ban, 37 évvel az első tesztrepülését követően, a Concorde nyerte a BBC és a Design Múzeum közös, „a legjobb brit dizájn” nevű versenyét (Great British Design Quest). 212 000 szavazattal olyan közismert brit termékek előtt nyert, mint a Mini, a miniszoknya, a londoni metrótérkép, a Jaguar E-széria vagy a második világháborúból megismert Supermarine Spitfire.

### Rekordok
A Concorde Art World alapján:
| Dátum            | Lajstromjel | Esemény |
| ---------------- | ----------- | --- |
| 1970. 3. 25.     | F-WTSS      | A történelem első személyszállító repülőgépe, amely 1 mach sebességgel repült |
| 1970. 11. 4.     | F-WTSS      | A történelem első személyszállító repülőgépe, amely 2 mach sebességgel repült |
| 1973. 9. 26.     | F-WTSA      | Utasszállító által legrövidebb idő alatt megtett Párizs–Washington távolság |
| 1974. 11. 7.     | G-AXDN      | Atlanti-óceán nyugati irányú leggyorsabb átrepülése: 2 óra 56 perc Fairford (Gloucestershire) és Bangor (Maine, USA között |
| 1975. 9. 1.      | G-BOAC      | Első utasszállító, amely egy napon belül négyszer repülte át az Atlanti-óceánt. (London–Gander távolság, oda-vissza, kétszer) |
| 1979. 12. 16.    |             | Utasszállító által legrövidebb idő alatt megtett New York–London távolság: 2 óra 59 perc 36 másodperc. Ugyanez az út 2013-ban egy Boeing 747–400 utasszállítóval 7 óra 20 percig tart. |
| 1983. 1. 1.      |             | Utasszállító által legrövidebb idő alatt megtett New York–London távolság: 2 óra 56 perc |
| 1985. 2. 13.     |             | Utasszállító által legrövidebb idő alatt megtett London–Sydney távolság: 17 óra 3 perc. Ugyanez az út 2013-ban egy Airbus A380-800 utasszállítóval legalább 21 óra 55 percig tart. |
| 1985. 3. 28.     |             | Utasszállító által legrövidebb idő alatt megtett London–Fokváros távolság: 8 óra 8 perc. Ugyanez az út 2013-ban egy Boeing 747–400 utasszállítóval legalább 11 óra 25 percig tart. |
| 1985. 12. 19.    | G-BOAC      | Utasszállító által felállított sebességi rekord: 2394 km/h |
| 1987. 9. 6.      |             | Atlanti-óceán leggyorsabb, parttól-partig tartó átrepülése Új-Fundland és Írország között: 1 óra 35 perc |
| 1990. 4. 14.     | G-BOAA      | Utasszállító által legrövidebb idő alatt megtett New York–London: 2 óra 54 perc 30 másodperc |
| 1992. 10. 12–13. | F-BTSD      | A Föld nyugati irányú, legrövidebb idő alatt teljesített körberepülése (32 óra 49 perc 3 másodperc), Lisszabon–Santo Domingo–Acapulco–Honolulu–Guam–Bangkok–Bahrein–Lisszabon útvonalon |
| 1995. 8. 15–16.  | F-BTSD      | A Föld keleti irányú, legrövidebb idő alatt teljesített körberepülése (31 óra 27 perc 49 másodperc) New York–Toulouse–Dubaj–Bangkok–Guam–Honolulu–Acapulco–New York útvonalon |
| 1996. 2. 7.      | G-BOAD      | Utasszállító által legrövidebb idő alatt megtett New York–London távolság: 2 óra 52 perc 59 másodperc. Személyzet: Leslie Scott kapitány, Tim Orchard elsőtiszt, Rick Eades fedélzeti mérnök |
| 2003. 11. 5.     | G-BOAG      | Az észak-amerikai kontinens nyugati irányú, legrövidebb idő alatt teljesített átrepülése New York és Seattle között. A repüléshez külön eseti engedélyt állítottak ki a kanadai hatóságok, hiszen a Concorde nem repülhetett szuperszonikusan lakott települések felett. A repülési idő 3 óra 55 perc 12 másodperc volt |

## Legyártott repülők
| Megrendelő                     | Lajstromjel         | Első repülés        | Utolsó repülés      | Megtalálható                                                    | Koordináták                                                     | Látogatható?          |
| ------------------------------ | ------------------- | ------------------- | ------------------- | --------------------------------------------------------------- | --------------------------------------------------------------- | --------------------- |
| British Airways                | G-BOAA              | 1975. november 5.   | 2000. augusztus 12. | National Museum of Flight, East Fortune, Skócia                 | é. sz. 56° 00′ 00″, ny. h. 2° 43′ 00″56.000000°N 2.716667°W     | Igen                  |
| British Airways                | G-BOAB              | 1976. május 18.     | 2000. augusztus 15. | Heathrow, London, Anglia                                        | é. sz. 51° 28′ 01″, ny. h. 0° 25′ 58″51.466944°N 0.432778°W     | Nem                   |
| British Airways                | G-BOAC              | 1975. február 27.   | 2003. október 31.   | Aviation Viewing Park, Manchester, Anglia                       | é. sz. 53° 21′ 13″, ny. h. 2° 17′ 03″53.353611°N 2.284167°W     | Igen                  |
| British Airways                | G-BOAD              | 1976. augusztus 25. | 2003. november 10.  | Intrepid Sea, Air & Space Museum, New York, USA                 | é. sz. 40° 45′ 56″, ny. h. 74° 00′ 06″40.765556°N 74.001667°W   | Igen                  |
| British Airways                | G-BOAE              | 1977. március 17.   | 2003. november 17.  | Grantly Adams Nemzetközi Repülőtér, Christ Church, Barbados     | é. sz. 13° 04′ 51″, ny. h. 59° 29′ 06″13.080833°N 59.485000°W   | Igen                  |
| British Airways                | G-BOAF              | 1974. április 20.   | 2003. november 26.  | Filton repülőtér, Bristol, Anglia                               | é. sz. 13° 04′ 51″, ny. h. 59° 29′ 06″13.080833°N 59.485000°W   | Átmenetileg nem       |
| British Airways                | G-BOAG              | 1978. április 21.   | 2003. november 5.   | The Museum of Flight, Seattle, WA Amerikai Egyesült Államok     | é. sz. 47° 31′ 10″, ny. h. 122° 17′ 56″47.519444°N 122.298889°W | Igen                  |
| Air France                     | F-BVFA              | 1975. október 27.   | 2003. május 30.     | Smithsonian National Air and Space Museum, Washington, USA      | é. sz. 38° 54′ 39″, ny. h. 77° 26′ 39″38.910833°N 77.444167°W   | Igen                  |
| Air France                     | F-BVFB              | 1976. március 6.    | 2003. május 31.     | Auto & Technik Museum, Sinsheim, Németország                    | é. sz. 49° 14′ 19″, ny. h. 8° 53′ 51″49.238611°N 8.897500°W     | Igen                  |
| Air France                     | F-BVFC              | 1976. július 9.     | 2003. június 27     | Airbus gyár, Aeroscopia, Franciaország                          | é. sz. 43° 36′ 47″, k. h. 1° 22′ 19″43.613056°N 1.371944°E      | Igen                  |
| Air France                     | F-BVFD              | 1977. február 10.   | 1982. május 27.     | Bezúzva ( a törzs egy része megmaradt a Le Bourget repülőtéren) | é. sz. 48° 57′ 05″, k. h. 2° 26′ 20″48.951389°N 2.438889°E      | Nem                   |
| Air France                     | F-BVFF              | 1978. december 26.  | 2000. június 11.    | Párizs-Charles de Gaulle repülőtér, Franciaország               | é. sz. 49° 00′ 37″, k. h. 2° 33′ 12″49.010278°N 2.553333°E      | Nem (csak parkolóból) |
| Air France                     | F-BTSC              | 1975. január 31.    | 2000. július 25.    | lezuhant                                                        | é. sz. 48° 59′ 21″, k. h. 2° 28′ 44″48.989167°N 2.478889°E      |                       |
| Air France                     | F-BTSD              | 1978. június 26.    | 2003. május 31.     | Musée de l’Air et de l’Espace, Le Bourget, Párizs               | é. sz. 48° 56′ 50″, k. h. 2° 26′ 04″48.947222°N 2.434444°E      | Igen                  |
| British Aircraft Corporation   | G-BBDG (prototípus) | 1974. február 13.   | 1981. december 24.  | Brooklands Museum, Weybridge, London, Anglia                    | é. sz. 51° 21′ 10″, ny. h. 0° 27′ 54″51.352778°N 0.465000°W     | Igen                  |
| Ministry Of Trade And Industry | G-BSST (prototípus) | 1969. április 9.    | 1976. július 26.    | Fleet Air Arm Museum, Yeovil, Anglia                            | é. sz. 51° 00′ 48″, ny. h. 2° 38′ 41″51.013333°N 2.644722°W     | Igen                  |
| Ministry Of Trade And Industry | G-AXDN (prototípus) | 1971. december 17.  | 1977. augusztus 20. | Imperial War Museum, Duxford, Anglia                            | é. sz. 52° 05′ 35″, k. h. 0° 07′ 46″52.093056°N 0.129444°E      | Igen                  |
| Aerospatiale                   | F-WTSA (prototípus) | 1973. január 10.    | 1976. május 26.     | Musée Delta, Orly repülőtér, Párizs, Franciaország              | é. sz. 48° 42′ 56″, k. h. 2° 22′ 18″48.715556°N 2.371667°E      | Igen                  |
| Aerospatiale                   | F-WTSS (prototípus) | 1969. március 2.    | 1973. október 19.   | Musée de l’Air et de l’Espace, Le Bourget, Párizs               | é. sz. 48° 56′ 50″, k. h. 2° 26′ 04″48.947222°N 2.434444°E      | Igen                  |
| Aerospatiale                   | F-WTSB (prototípus) | 1973. december 6.   | 1985. április 19.   | Aeroscopia, Toulouse, Franciaország                             | é. sz. 43° 36′ 47″, k. h. 1° 22′ 19″43.613056°N 1.371944°E      | Nem                   |

### Technikai adatok

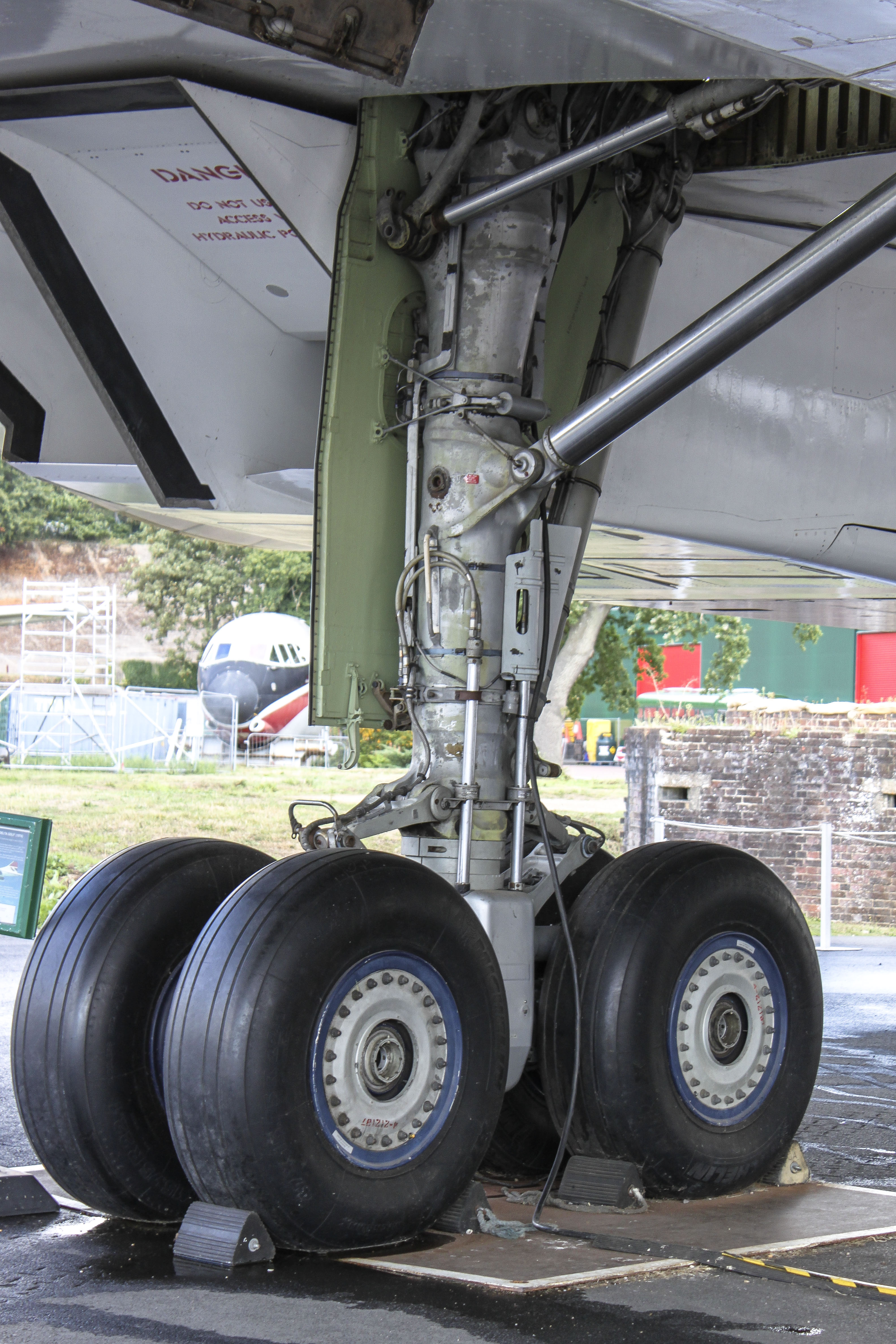
A Concorde jobb oldali főfutóműve

| Tulajdonság                       | Concorde 101 (British Airways)                                                 |
| --------------------------------- | ------------------------------------------------------------------------------ |
| Hossz                             | 62,1 m                                                                         |
| Fesztáv                           | 25,5 m                                                                         |
| Magasság                          | 11,3 m                                                                         |
| Szárnyfelület                     | 358,25 m²                                                                      |
| Tömeg üresen                      | 78,7 t                                                                         |
| Maximális felszállótömeg          | 185 t                                                                          |
| Maximális sebesség                | 2,04 mach (~2179 km/h)                                                         |
| Leghosszabb út egy feltöltéssel   | 6667 km                                                                        |
| Hajtómű (például)                 | négy Rolls-Royce/SNECMA Olympus 593 Mk 610 utánégetős gázturbinás sugárhajtómű |
| Hajtóművek tolóereje              | 140 kN egyenként                                                               |
| Hajtóművek tolóereje utánégetővel | 169 kN egyenként                                                               |
| Legénység                         | három fő (2 pilóta, 1 fedélzeti mérnök) + 6 utaskísérő                         |
| Utaskapacitás                     | 100 fő                                                                         |
| Maximális repülési magasság       | 18 000 m                                                                       |
| Üzemanyag-fogyasztás              | 25 629 l/h                                                                     |
| Futóművek                         | 2×4 fő futómű + 2 orrfutómű                                                    |

### Összehasonlítás más gépekkel
A Concorde-hoz hasonló repülőgép volt az orosz Tupoljev Tu–144.

## Lehetséges utód

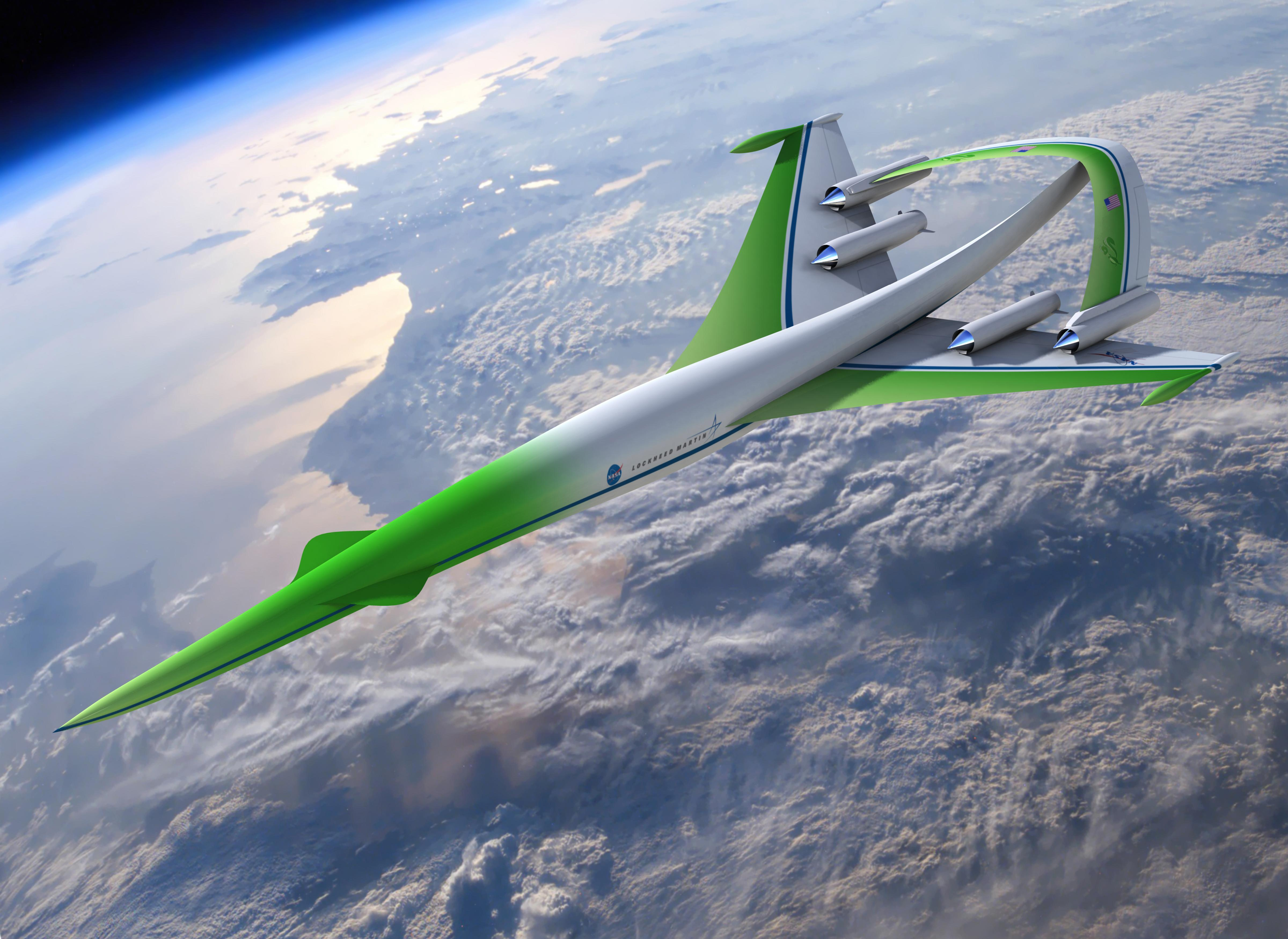
A Concorde utódjának kifejlesztésével számtalan nehézséget kell leküzdeni: alapanyagok, meghajtás, üzemanyag-fogyasztás, zajkibocsájtás, utaskapacitás. A Lockheed Martin terveit a NASA szerint 2030-2035 előtt lehetetlen megvalósítani

Már a Concorde tervezésével egy időben, az 1950-es években a Boeing és a NASA terveket dolgoztak ki a jövő légiutas szállítására vonatkozóan, amelyekben az elsődleges szempont a sebesség növelése, ezáltal a repülési idő csökkentése volt. 1964-ben az Operation Bongo fedőnevű tesztek során fél éven át, 1253 alkalommal a hangrobbanás hatását vizsgálták Oklahoma City felett. A teszteket panaszok áradata követte a lakosság részéről, ennek következtében a hatóságok megtiltották a szárazföldi légtérben való polgári szuperszonikus repülést.
Az első – a hangrobbanás negatív hatásaira irányuló – kifogásokat Adolf Busemann publikálta Németországban, 1935-ben, ugyanakkor mivel az akkori repülőgépek a 483 km/h sebesség elérésére is alig voltak képesek, így a munkáját nem vették igazán komolyan. Fejlesztéseit később felhasználták a Messerschmitt P.1101 vadászgép tervezésekor, majd a II. világháború során a gép prototípusát az amerikai hadsereg lefoglalta és az Amerikai Egyesült Államokba szállították (két évvel később Busemannt is). A mérnök innentől kezdve Langleyben, a Nemzeti Tanácsadó Bizottságnak dolgozott, és munkáját a tudósok felhasználták a szuperszonikus repülőgépek tervezésében.
1973-ban a NASA laboratóriumaiban kezdetét vette a Supersonic Cruise Research („szuperszonikus repülés kutatása”), melynek során szélcsatornákban vizsgálták a különböző alakú repülőgéptestek viselkedését szuperszonikus sebesség elérésekor. A kutatások 1982-ben értek véget, amikor Reagan elnök kabinetje megvonta a támogatásokat.

### HSCT
1988-ban a NASA újra kísérletekbe kezdett, melybe kiemelkedő tudósokat, így például az amerikai egyetemek repülő tanszékeit vezető professzorokat, repülőgépgyártó vállalatok főmérnökeit vontak be egy közös céllal: egy környezeti szempontból elfogadható, gazdaságosan üzemeltethető légijármű kifejlesztésére. Ez volt a High Speed Supersonic Commercial Transport („nagy sebességű, szuperszonikus kereskedelmi közlekedés”) nevű projekt. A projekt elsősorban azt vizsgálta, hogy mekkora az a zajkibocsájtás, amit a publikum még elfogadható mértékűnek ítél meg. 1995-ben egy átalakított Boeing 737 típussal elkezdődtek a gyakorlati kutatások. A gyakorlati, vagyis második kutatás sorozatban BAC 1-11 és F-16XL típusú prototípusokkal a szuperszonikus repülés minden részletére kiterjedő jelenségeket vizsgálták (közegellenállás, zajkibocsájtás, aerodinamikai teljesítmény). 1999-ben a Boeing kiszállt a kutatásból, ugyanis úgy ítélték meg, hogy az akkori technológia nem volt eléggé fejlett egy gazdaságosan üzemeltethető szuperszonikus utasszállító legyártásához. Mivel a Boeing kulcsfontosságú szereplője volt a kutatásnak, és közben a NASA is más prioritásokat talált, így a kutatás csak nagyon lassú ütemben halad. 2003. augusztus 27-én egy átalakított F-5E típusú vadászrepülővel sikerült a hangrobbanás intenzitását mérsékelni. Noha 40 évnyi kutatómunka árán a hangrobbanás és zajkibocsájtás kérdése megoldódni látszott, ekkor még nem kezdtek hozzá az új fajta alapanyagok (amelyek jól viselik a gyakori szélsőséges hőmérsékletváltozást szerkezeti elváltozás nélkül), valamint az üzemanyag-takarékos hajtóművek előállításához.

### AST Alliance
Eközben, 1990 májusában Európában is kezdetét vette egy második generációs Concorde kifejlesztése. A projektben a Concorde-ot tervező brit Bae és a francia Avion de Transport Supersonique Futur vettek részt. Az elsődleges tervek 30%-kal jobb teljesítményű utasszállítót ígértek, amelybe Airbus fedélzeti irányítórendszert és újratervezett hajtóműveket szereltek volna be. A hajtóművek kifejlesztésébe mindegyik nagy piaci résztvevőt (General Electric, Pratt&Whitney, Rolls-Royce és SNECMA) bevonták volna. 1994-ben a német Deutsche Aerospace is bekapcsolódott a tervezésbe. A kibővült kutatás azt vizsgálta, hogy egy 250 fős szuperszonikus repülőgép üzemeltetése Mach 2 sebességgel, 10100 km megtett távolságon mennyire gazdaságos. A piaci tényezők változásával a projekt félbeszakadt és noha soha sem zárták le hivatalosan, már évek óta nem nyilatkoznak róla a résztvevők.

### SSBJ
Az 1980-as évek óta számos repülőgépgyártó vállalat próbálkozott szuperszonikus repülőgép tervezésével, ezek azonban rendszerint kis kapacitású üzleti SSBJ modellek voltak (Super Sonic Business Jet), amelyek nem tudták volna betömni a Concorde korszak végével keletkezett piaci rést.
Ilyen próbálkozás volt a Gulfstream-Suhoj projekt 1989 és 1998 között, vagy az orosz Tupoljev TU-444 projekt. Az előbbi a partnerek közötti nézeteltérések miatt fulladt kudarcba, míg az utóbbinak nem sikerült a fejlesztésekhez szükséges tőkét összegyűjtenie, hiszen a befektetők az Airbus A380 piacra kerülése óta inkább a nagy tömegek repültetésére alkalmas óriásgépekben látják a jövőt, mintsem a szuperszonikus business jetekben.
2010. áprilisban a Lockheed Martin vállalat egy újszerű tervet küldött a NASA-nak, amely egy ablakok nélküli, hajlított szárnyú szuperszonikus repülőgép kifejlesztését tartalmazta. A NASA szakértői szerint a tervekből 2030-2035 előtt lehetetlen üzemképes repülőgépet előállítani. Eközben a NASA is bejelentett egy terv csomagot, amely egy szélestörzsű utasszállító koncepcióját tartalmazza csökkentett zajkibocsájtással és üzemanyagköltséggel 2025-ös piacra kerülési dátummal.

## A Concorde megjelenése a médiában
- Az Airport ’79 – Concorde (eredeti címén The Concorde … Airport ’79) 1979-es amerikai filmben az egyik szereplő a Concorde lelövésére készül. A forgatáshoz az Air France-tól bérelt F-BTSC lajstromjelű Concorde-ot használták. 2000. július 25-én ugyanez a repülő szenvedett balesetet a Charles de Gaulle repülőtér közelében.[121]
- A Transformers – Az alakváltók G1 képregényben a Légirobotok parancsnoka, Ezüstnyíl, egy Concorde repülőgéppé alakul át.[122]
- A Ki vagy, doki? című sorozat Time-flight (19. évad, 7. rész) című részében egy Concorde-ot és utasait az őskorba repítik vissza.[123]
- A National Geographic csatorna AirCrash Confidential című ismeretterjesztő sorozatának első része (1. évad, 1. rész) a Concorde párizsi balesetét vizsgálja.[124]
- A Légikatasztrófák ismeretterjesztő sorozat 14. évad 7. epizódja a párizsi balesetet mutatja be.
- A brit Channel 4 Concorde’s last flight című dokumentumfilmje a Concorde történetét és a párizsi katasztrófát eleveníti fel.[125]
- A Discovery Channel a British Airways jóvoltából elkísérte a Concorde-ot az utolsó útjára JFK és LHR között. A fényűző Concorde-éra és a típus kivonásával járó lezárás a témája a Concorde: The Final Flight című 2004-ben megjelent dokumentumfilmjének.[126]
- Ismeretterjesztő DVD a Concorde-ról: John Christopher: The Concorde Story.[127]
- Az eredeti Transport Tycoon videójátékban a leggyorsabb választható repülő a Concorde volt, a következő verzióban névhasználati problémák miatt a repülőgép új neve Yate Haugan lett
- Rick Astley Whenever You Need Somebody című klipjének végén a kedvese Concorde-dal siet el hozzá.[128]
- 2023-ban a LEGO kiadta LEGO-készletként a repülőt, a jármű 2083 darabból építhető össze.[129]